# Michelle Freeman
Pour les articles homonymes, voir Freeman.
Michelle Freeman (née le 5 mai 1969 en Jamaïque) est une athlète jamaïcaine, spécialiste du 100 m haies et du relais.

## Biographie

### Palmarès
| Date | Compétition                                      | Lieu      | Résultat | Épreuve     | Performance |
| ---- | ------------------------------------------------ | --------- | -------- | ----------- | ----------- |
| 1989 | Championnats d'Amérique centrale et des Caraïbes | San Juan  | 3e       | 100 m haies | 13 s 64     |
| 1990 | Goodwill Games                                   | Seattle   | 3e       | 4 × 100 m   | 44 s 12     |
| 1992 | Finale du Grand Prix IAAF                        | Turin     | 2e       | 100 m haies | 12 s 88     |
| 1993 | Championnats du monde                            | Stuttgart | 7e       | 100 m haies | 12 s 90     |
| 1993 | Championnats du monde                            | Stuttgart | 3e       | 4 × 100 m   | 41 s 94     |
| 1994 | Jeux du Commonwealth                             | Victoria  | 1re      | 100 m haies | 13 s 12     |
| 1994 | Jeux du Commonwealth                             | Victoria  | 4e       | 4 × 100 m   | 43 s 51     |
| 1995 | Championnats du monde en salle                   | Barcelone | 7e       | 60 m haies  | 8 s 21      |
| 1995 | Championnats du monde                            | Göteborg  | 2e       | 4 × 100 m   | —           |
| 1996 | Jeux olympiques                                  | Atlanta   | 6e       | 100 m haies | 12 s 76     |
| 1996 | Jeux olympiques                                  | Atlanta   | 3e       | 4 × 100 m   | 42 s 24     |
| 1996 | Finale du Grand Prix IAAF                        | Milan     | 2e       | 100 m haies | 12 s 69     |
| 1997 | Championnats du monde en salle                   | Paris     | 1re      | 60 m haies  | 7 s 82      |
| 1997 | Championnats du monde                            | Athènes   | 3e       | 100 m haies | 12 s 61     |
| 1997 | Finale du Grand Prix IAAF                        | Fukuoka   | 1re      | 100 m haies | 12 s 40     |
| 1998 | Goodwill Games                                   | Uniondale | 3e       | 100 m haies | 12 s 85     |
| 1998 | Finale du Grand Prix IAAF                        | Moscou    | 1re      | 100 m haies | 12 s 56     |
| 2001 | Championnats du monde en salle                   | Lisbonne  | 2e       | 60 m haies  | 7 s 92      |

### Records
| Épreuve                    | Performance | Lieu           | Date                      |
| -------------------------- | ----------- | -------------- | ------------------------- |
| 60 mètres haies (en salle) | 7 s 74      | Madrid         | 3 février 1998            |
| 100 mètres haies           | 12 s 52     | Athènes Zurich | 10 août 1997 12 août 1998 |